# Třída S 152
Třída S 152 byla třída torpédoborců německé Kaiserliche Marine z období první světové války. Celkem bylo rozestavěno šest jednotek této třídy. Do konce války nebyl dokončen ani jeden. Všechny byly sešrotovány.

## Stavba
Celkem bylo objednáno šest torpédoborců této třídy. Představovaly standardní mobilizační typ pro rok 1917. Jejich kýly byly založeny roku 1917 v loděnici Schichau-Werke v Elbingu. Na konci války byly hotové ze 40–50 %. Dokončen nebyl ani jeden. Všechny byly sešrotovány.
Jednotky třídy S 152:
| Jméno | Zahájení stavby | Spuštění na vodu | Zařazena do služby | Status                      |
| ----- | --------------- | ---------------- | ------------------ | --------------------------- |
| S 152 | 1917            | 1918             | –                  | Stavba zrušena, sešrotován. |
| S 153 | 1917            | 1918             | –                  | Stavba zrušena, sešrotován. |
| S 154 | 1917            | 1918             | –                  | Stavba zrušena, sešrotován. |
| S 155 | 1917            | 1918             | –                  | Stavba zrušena, sešrotován. |
| S 156 | 1917            | 1918             | –                  | Stavba zrušena, sešrotován. |
| S 157 | 1917            | 1918             | –                  | Stavba zrušena, sešrotován. |

## Konstrukce
Hlavní výzbroj představovaly tři 105mm/42 kanóny Utof L/45 C/16 a šest 500mm torpédometů se zásobou osmi torpéd. Neseny byla dva jednohlavňové a dva dvojité torpédomety. Dále bylo neseno až 24 námořních min. Pohonný systém tvořily tři kotle Marine a dvě parní turbíny Schichau o výkonu 22 000 hp, pohánějící dva lodní šrouby. Nejvyšší rychlost dosahovala 32,5 uzlu. Dosah byl 1440 námořních mil při rychlosti dvacet uzlů.